# Edge of the season
「Edge of the season」（エッジ・オブ・ザ・シーズン）は1997年3月1日にリリースされたIcemanの3rdシングル。発売元はエピックレコードジャパン。

## 概要
累計売上は1stシングル「DARK HALF〜TOUCH YOUR DARKNESS」に次ぐ4.2万枚を記録。
レコーディングにはギタリストとして葛城哲哉が参加している。
タイトル曲は1stアルバム『POWER SCALE』に、表記はされていないもののミックスが異なるアルバムバージョンとして収録されている。カップリング曲「Nartic Boy」は黒田倫弘が初めて単独で作詞を手掛けた楽曲。

## 収録曲
1. Edge of the season
  - 作詞：井上秋緒　作曲/編曲：浅倉大介
  - PVは当初は全編アメリカのスタッフ主導で撮る予定だった。しかし、通訳スタッフがいない中で、用意された衣装が「羊たちの沈黙」に出てくる様な拘束服で、無人の工場で楽器を弾くシーンが撮影された。逆さまに吊るされたシーンをメインに撮られて、メンバー3人は「この曲やバンドのコンセプトをわかっているのか?歌詞読んだのか?」と疑問視し、結局は本来メインとなる「拘束から解放されるシーン」が撮影されなかった。そのため、日本で新しく素材・1分半のクリップを撮り直した。そして映像ソフト版では、「アメリカ人からはこう取られた」という意味を込めて、日本とアメリカで撮った映像素材を改めて再編集した[2]。
2. Nartic Boy
  - 作詞：黒田倫弘　作曲/編曲：浅倉大介
  - ニューヨークのクラブシーンで流行っているビートをベーシックにしている[3]。
  - 「オーケストラル・ヒットが全編に渡って鳴り続けている」[3]「音階を歌うラップ」「イントロの拍が半拍ずれて、裏から始まるリズム」[4]というアレンジを施した。
  - 黒田が書いた歌詞は最初は「すごく格好付けた内容」だったが、メンバー・スタッフから「黒田君じゃない」と言われて、自分が書く意味を考えて黒田自身の語彙力を膨らませるように「男の切なさの空回り」「男の女々しさと格好悪さ」「ナルシストになっているのは自分だけ」をテーマに書き直した。歌詞を書き上げるのにノート1冊・1ヶ月かかった。浅倉は黒田の提示したストーリーが気に入り、採用した。周囲から「いいよ!」と褒められて、黒田は涙を流して喜んだ[5][6]。
3. Edge of the season(ORIGINAL BACKING TRACK)